# Xenicomorpha scapularis
Xenicomorpha scapularis es una especie de insecto coleóptero de la familia Chrysomelidae. Fue descrita científicamente en 1854 por Boheman.